# Poliobrya patula
Poliobrya patula là một loài bướm đêm trong họ Noctuidae.